# 490 Veritas
490 Veritas
490 Veritas (/ˈvɛrɨtəs/ VERR-ə-təs) là một tiểu hành tinh lớn ở vành đai chính. Nó được Max Wolf phát hiện ngày 3.9.1902 ở Heidelberg, và được đặt theo tên Veritas, nữ thần Sự thật trong thần thoại La Mã. Tên của nó cũng được dùng để đặt cho nhóm tiểu hành tinh Veritas.
Tiểu hành tinh này có thể đã can dự vào một trong các vụ va chạm giữa nhiều tiểu hành tinh, cách đây 100 triệu năm.
Với đường kính từ 115 tới 125 km, Veritas và 92 Undina là 2 tiểu hành tinh lớn nhất trong nhóm 300 tiểu hành tinh Veritas. David Nesvorný của Viện nghiên cứu Tây Nam (Southwest Research Institute) ở Boulder, Colorado đã lần theo dấu vết các quỹ đạo ngược thời gian của các tiểu hành tinh này, và tính ra rằng chúng đã tạo ra một cuộc va chạm của một thiên thể có đường kính ít nhất là 150 km với một tiểu hành tinh nhỏ hơn khoảng 8 triệu năm trước đây. Veritas và Undina có thể là các mảnh vỡ lớn nhất của cuộc va chạm này.
Chứng minh ước tính của Nesvorný, Kenneth Farley et al. tìm thấy bằng chứng các trầm tích ở đáy biển một số lượng tăng gấp 4 lần bụi vũ trụ rơi trên bề mặt Trái Đất, bắt đầu từ 8,2 triệu năm trước và giảm dần trong 1,5 triệu năm sau. Đây là một trong số lượng cặn bụi gia tăng lớn nhất trong 100 triệu năm qua.
Vụ đụng chạm đáng ngờ của Veritas có thể ở quá xa Sao Mộc nên các mảnh vỡ không thể bay vào hướng va chạm với Trái Đất. Tuy nhiên, bức xạ Mặt Trời có thể gây ra việc bụi bay vào trong quỹ đạo của Trái Đất trong một khoảng thời gian phù hợp với lượng bụi kỷ lục ở trầm tích đại dương.
Ngày nay các va chạm tiếp tục trong nhóm tiểu hành tinh Veritas được ước tính sẽ đem 5.000 tấn bụi tới Trái Đất mỗi năm, tức 15% của tổng số bụi.

## Liên kết ngơài
- "Asteroid Smashup Yields Dust Shower ngày Earth" Lưu trữ ngày 21 tháng 5 năm 2006 tại Wayback Machine from SkyandTelescope.com, Jan. 20, 2006.
- Orbital simulation from JPL (Java) / Ephemeris